# タブ (航空機)

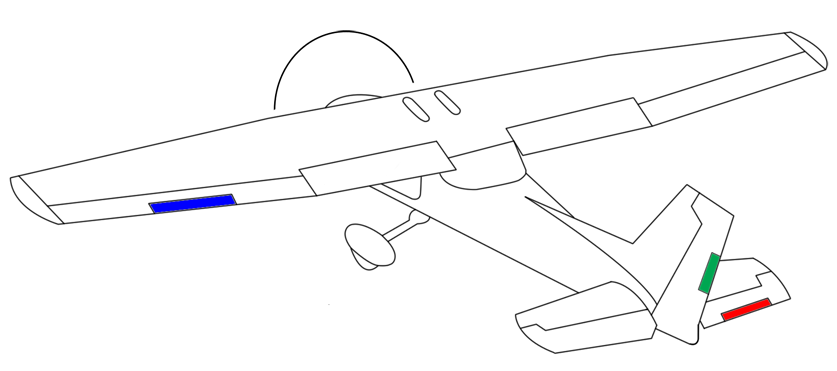
エルロン、ラダー、エレベーターの典型的なトリムタブ。エルロンとラダーのトリムタブは、軽練習機ではあまり一般的ではない。

タブ（英: Tab）とは、元々は小型機における飛行中の飛行機の姿勢を変化させる主操縦装置の操縦翼面である補助翼や方向舵、昇降舵の後部に取付けられている小面積を持つ可動翼であるが、現在ではオールフライング翼におけるサーボ機構や、大型航空機における水平安定板の制御等をふくむ、あらゆる航空機における飛行中の操縦翼面の静的釣り合いや操作力を軽減するものである。

## 概要

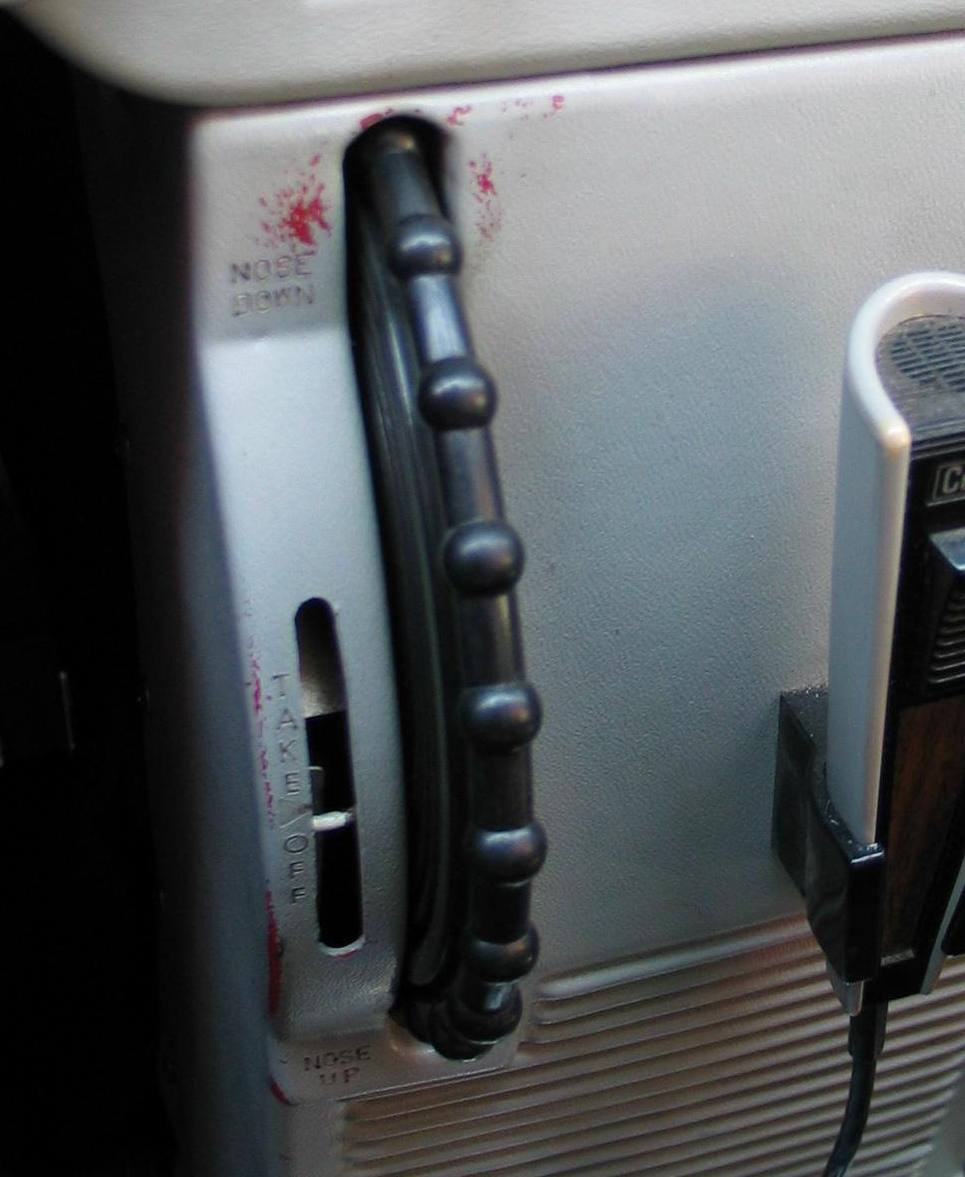
左側にある突起の付いた輪がトリム・タブの操作輪（セスナ 172）

飛行機の補助翼・方向舵・昇降舵の後縁（後部）に取付けられた小面積を持つ可動翼であり、設定した速度および高度で、パイロットが飛行中に操縦桿やペダルを絶えず微調整し続けることなく飛行できるようにするためと機体のねじれ等から発生する飛行のくせを修正させ、飛行中の飛行機の静的釣り合いを得る目的のトリム・タブ、操縦翼面の動きを容易にして操縦力を軽減させる目的のバランス・タブがある。両者は使用目的が異なっており、1つのタブを両者で兼用している機体もある。タブは人力の操舵による人力操縦装置の飛行機には取付けられているが、高速で飛行する飛行機や作動油や電気を動力源とした動力操舵による動力操縦装置の飛行機には取付けられておらず、主操縦系統の中にトリム機能を包含させて、補助翼・方向舵・昇降舵に微細な動きを与えることで、センタリング（中央の位置）を変えたり、水平尾翼の水平安定板の取付角を電動または油圧で変更することで行う。

## タブの種類
固定タブ

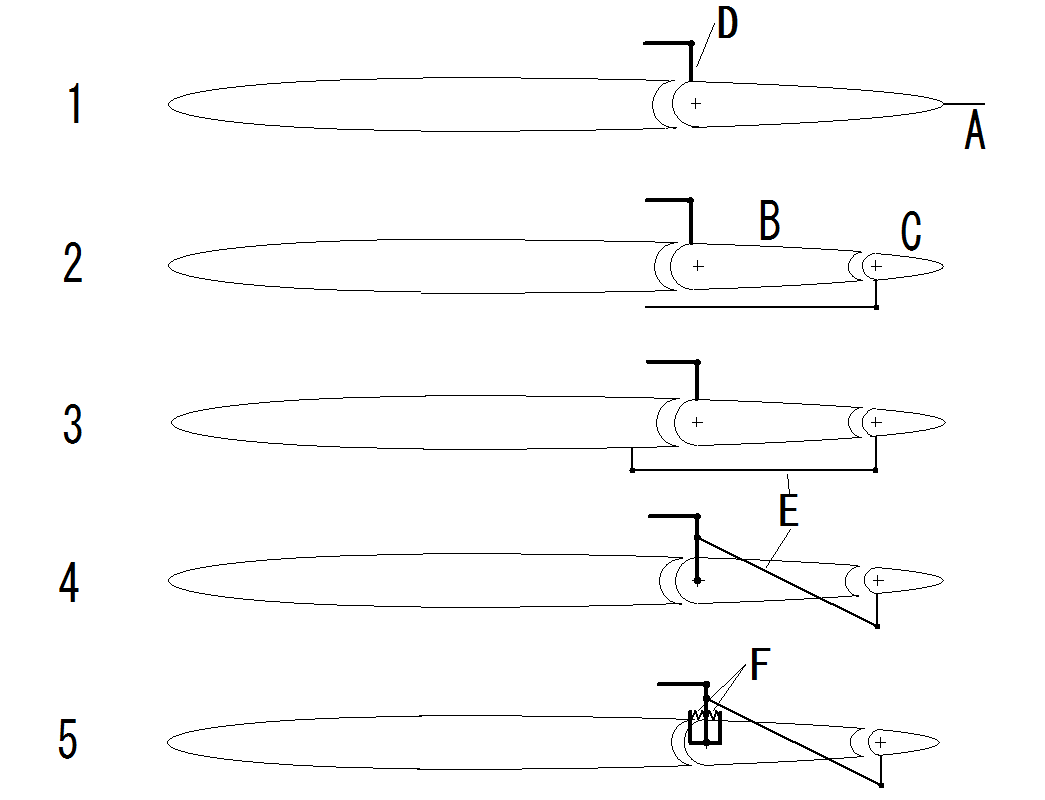
航空機のタブの種類と構造のモデル図。
1. 固定タブ 2. トリム・タブ 3. バランス・タブ 4. サーボ・タブ 5. スプリング・タブ。
A:固定タブ B:操縦翼面（補助翼・方向舵・昇降舵） C:可動式タブ D:操縦翼面を動かすアーム E:リンク F:スプリング。

機体固有のくせを修正するためのタブである。翼後縁に固定された金属片（タブ）が取付けられている。操縦系統とはつながっておらず、飛行中は動かせない。地上にいる時に工具類を使用して角度を調整する。
トリム・タブ
操縦翼面の後縁にヒンジが付いた小型の可動翼（タブ）であり、操縦席とは、トリム調整の操作輪やハンドルまたはスイッチと繋がっている。前者は、索を介して操縦翼面内にある不可逆式のスクリュージャッキに繋がっており、後者は、電線を介して操縦翼面内にあるモーターに繋がっている。両者とも操縦翼面内ではリンクを介してタブと繋がり、主操縦系統とは別の系統で作動させている。操作輪やハンドルを回転させるかスイッチを作動させるとタブが動き、角度を調整できる。
バランス・タブ
操縦翼面の後縁にヒンジが付いた小型の可動翼（タブ）であり、操縦翼面を操作すると、アームとリンクの働きにより、タブがその逆の方向に動いて空気力が働き、操縦翼面の動きを容易にして操縦力を軽減させる。
サーボ・タブ
バランス・タブの一種であり、アームとリンクの働きにより、操縦翼面は操作せず、タブを直接操作することにより、それによる空気力が働き操縦翼面を動かして操縦力を軽減させる。操縦翼面と操作系統が剛結されていないので、空気力などで外部から操縦翼面が動かされた場合にタブ・フラッターと呼ばれる自励振動を起こす場合がある。大型機で採用されている。
スプリング・タブ
バランス・タブの一種であり、サーボ・タブと同じ仕組みだが、操縦翼面のアームがヒンジだけでなくスプリングを介して操縦翼面に半ば固定されている。低速飛行時にはスプリングに押さえつけられたアームが操縦翼面をじかに動かす、すなわちタブがない状態に近い挙動をするが、高速飛行時には、操縦翼面を押さえつける空気力がスプリングの力よりも大きくなり、アームがスプリングを変形させながら回転する。操縦翼面は直接操作できなくなる一方でタブがより大きく動くようになり、飛行速度の上昇に従って大きくなる操縦桿やペダルへの反力を適切な値に保つことができる。サーボ・タブと同様にタブ・フラッターを起こす場合がある。大型機で採用されている。

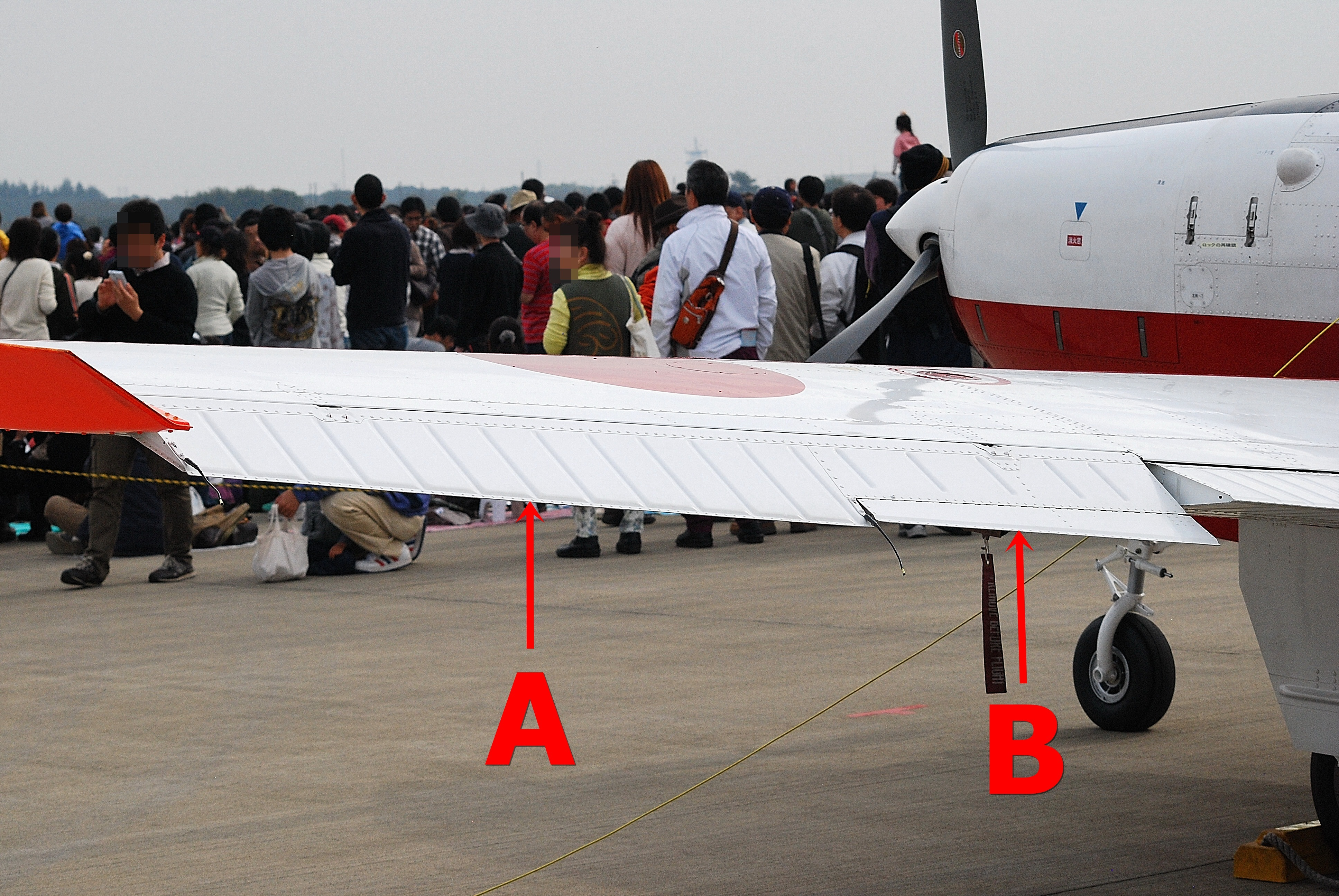
航空自衛隊のT-7初等練習機の補助翼。Aが補助翼、Bがバランス・タブ。
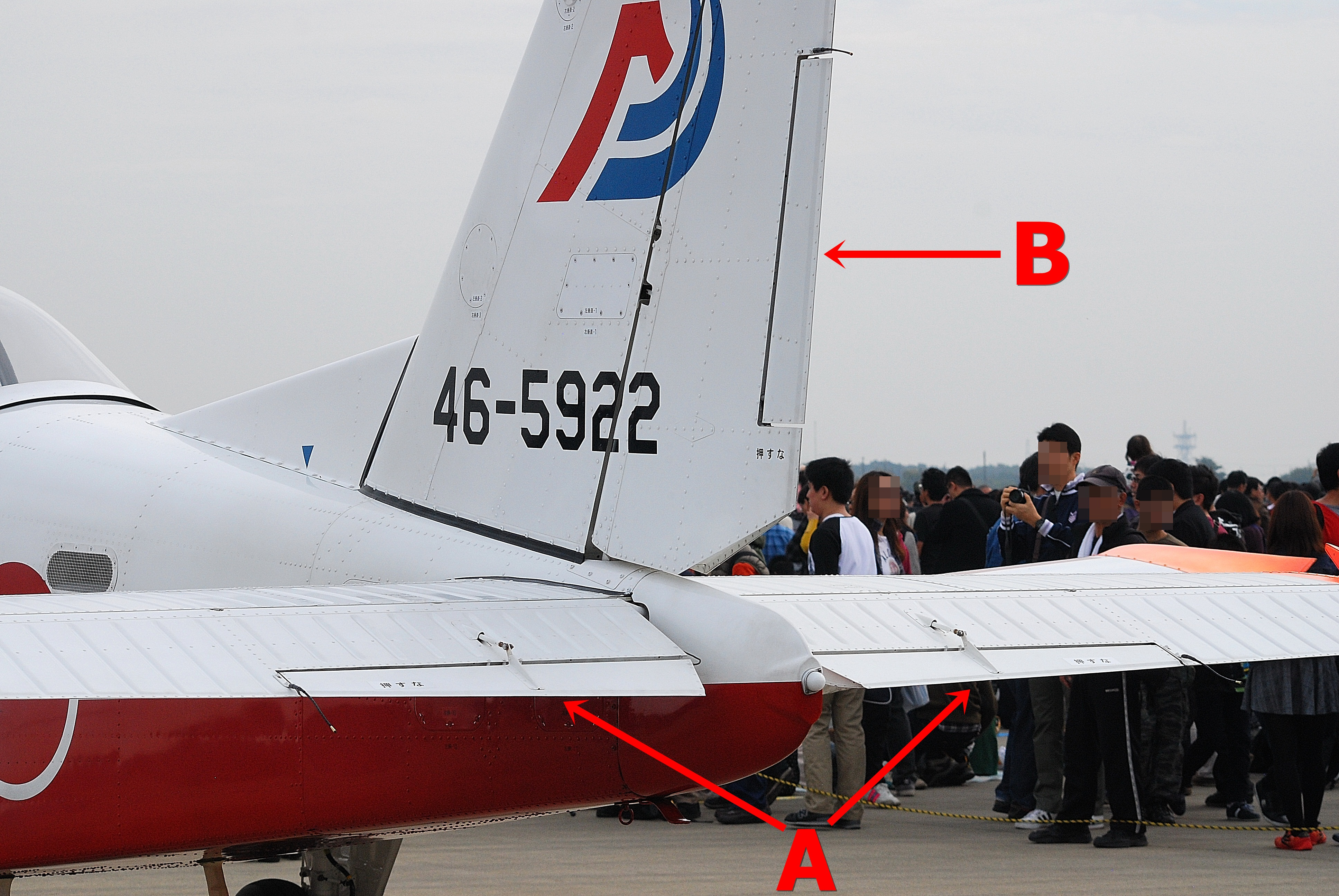
航空自衛隊のT-7初等練習機の尾翼。Aが昇降舵のトリム・タブ、Bが方向舵のトリム・タブ。
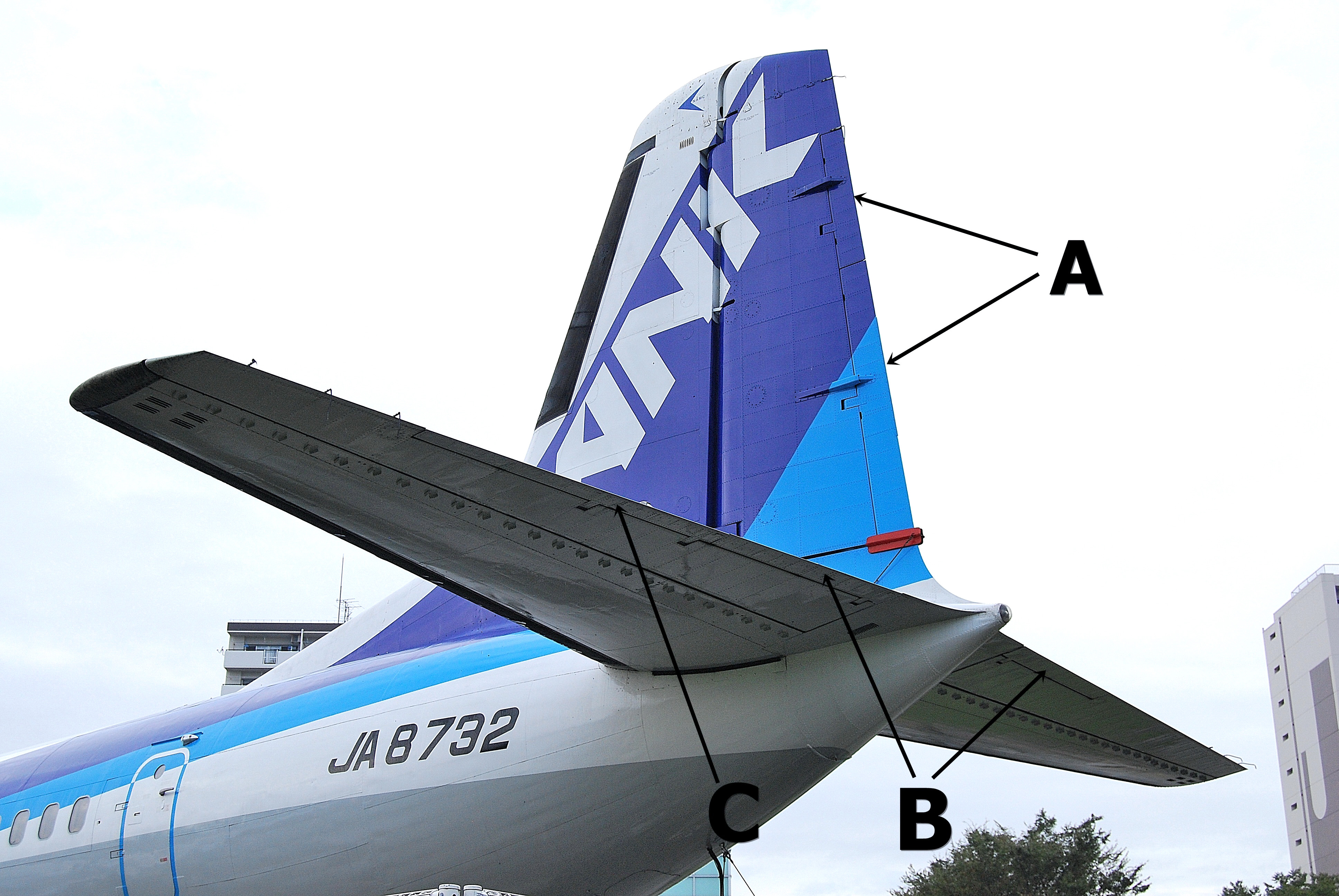
航空公園駅前に静態保存されている所沢航空発祥記念館所有のYS-11の尾翼。Aが方向舵のスプリング・タブ(トリム・タブを兼用)　Bが昇降舵のバランス・タブ　Cが昇降舵のトリム・タブ。
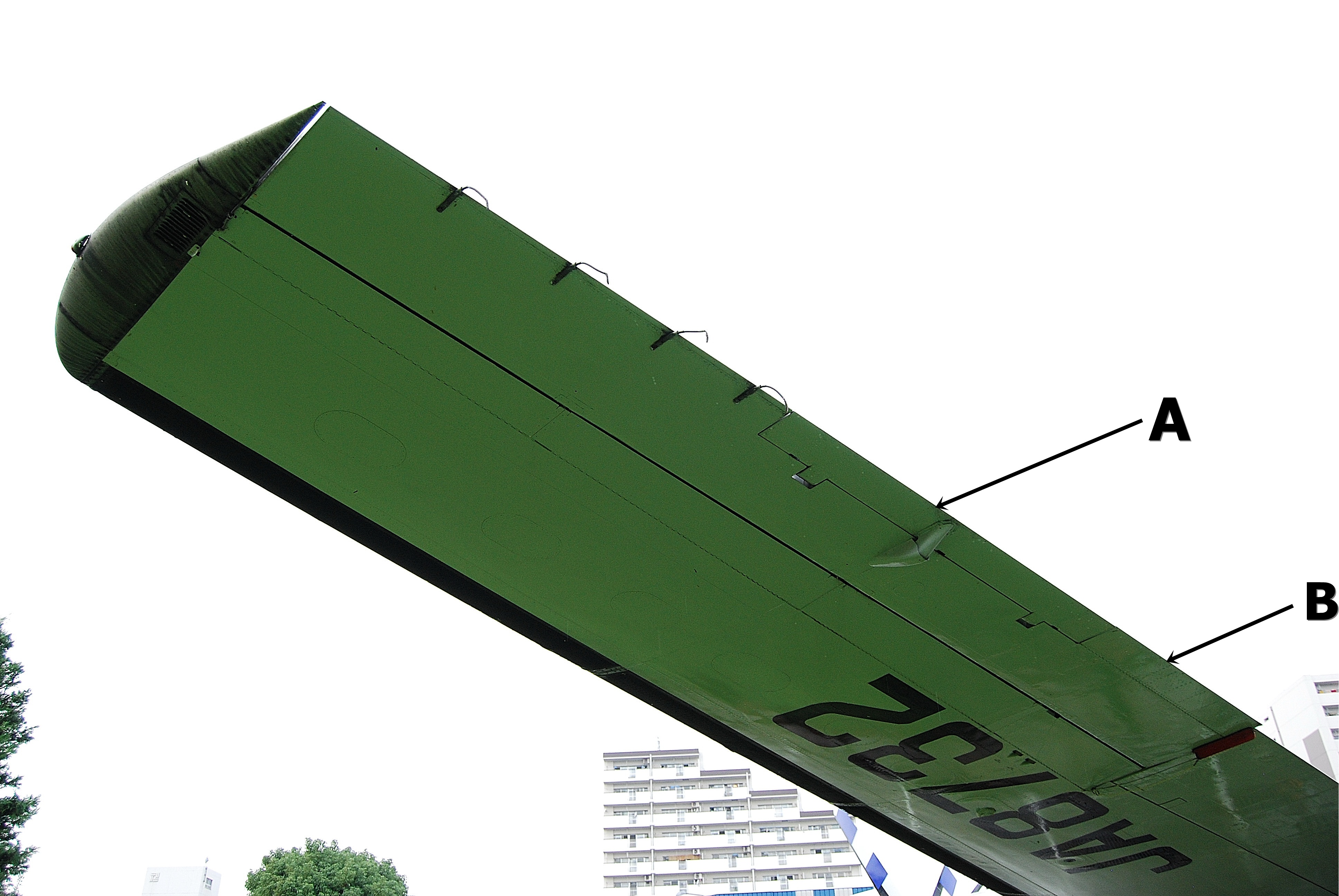
航空公園駅前に静態保存されている所沢航空発祥記念館所有のYS-11の左側の補助翼。Aが補助翼のスプリング・タブ　Bが補助翼のトリム・タブ。